# Мария Шарлота фон Ербах-Ербах
Мария Шарлота фон Ербах-Ербах (на немски: Maria Charlotte von Erbach-Erbach; * 24 март 1631 в Ербах; † 8 юни 1693 в Меерхолц) е графиня от Ербах-Ербах и чрез женитба графиня на Изенбург-Бюдинген.
Тя е дъщеря на граф Георг Албрехт I фон Ербах (1597 – 1647) и първата му съпруга графиня Магдалена фон Насау-Диленбург (1595 – 1633), дъщеря на граф Йохан VI фон Насау-Катценелнбоген-Диц и графиня Йоханета фон Сайн-Витгенщайн.
Баща ѝ Георг Албрехт I се жени втори път на 23 февруари 1634 г. за Анна Доротея Шенкин фон Лимпург-Гайлдорф (1612 – 1634) и трети път на 26 юли 1635 г. във Франкфурт на Майн за графиня Елизабет Доротея фон Хоенлое-Шилингсфюрст (1617 – 1655).
Мария Шарлота фон Ербах-Ербах е от 1673 до 1691 г. опекун на синовете си Георг Албрехт и Карл Август. Мария Шарлота фон Ербах-Ербах умира на 8 юни 1693 г. в Меерхолц на 62 години и е погребана в църквата на замък Меерхолц, днес част от Гелнхаузен.

## Фамилия
Мария Шарлота фон Ербах-Ербах се омъжва на 15 юни 1650 г. във Вехтерсбах за граф Йохан Ернст фон Изенбург-Бюдинген (;* 21 юни 1625; † 8 октомври 1673 в Бюдинген), син на граф Волфганг Ернст I фон Изенбург-Бюдинген в Бирщайн (1560 – 1633) и третата му съпруга графиня Юлиана фон Сайн-Витгенщайн (1583 – 1627). Те имат 12 деца:
- Георг Ернст (* 20 юли 1651, Вехтерсбах; † 16 март 1652, Бюдинген)
- Йохан Лудвиг (* 5 август 1652, Меерхолц; † 5 април 1654, Вехтерсбах)
- Анна Амалия (* 23 октомври 1653, Меерхолц; † 12 март 1700, Бирщайн), омъжена в Бирщайн на 3/13 ноември 1679 г. за граф Вилхелм Мориц фон Изенбург-Бирщайн (1657 – 1711), син на граф Йохан Лудвиг фон Изенбург-Бюдинген-Офенбах и принцеса Луиза фон Насау-Диленбург
- Филип Ернст (* 28 март 1655, Вехтерсбах; † 22 септември 1672, Марбург от [едра шарка] на 17 години)
- Елизабет Юлиана (* 8 юли 1656, Вехтерсбах; † 16 септември 1656, Бирщайн)
- Фридрих Вилхелм (* 27 януари 1658, Вехтерсбах; † 21 юни 1676, убит в битката при Филипсбург на 18 години, погребан в Бюдинген)
- Волфганг Ернст (* 25 март 1659, Вехтерсбах; † 20 юни 1676, Харбург, Хамбург на 17 години)
- Йохан Казимир (* 10 юли 1660 във Вехтерсбах; † 23 септември 1693 в Кулемборг, Нидерландия), граф на Изенбург-Бюдинген в Изенбург (1673 – 1693), женен в Офенбах на 12 април 1685 г. за графиня (1650 – 1692), дъщеря на граф Йохан Лудвиг фон Изенбург-Бюдинген-Офенбах и принцеса Луиза фон Насау-Диленбург
- Фердинанд Максимилиан I фон Изенбург-Бюдинген (* 24 декември 1661, Бюдинген; † 14 март 1703, Вехтерсбах), граф на Изенбург-Бюдинген във Вехтерсбах, женен в Берлебург на 1 юли 1685 г. за графиня Албертина Мария фон Сайн-Витгенщайн-Берлебург (1663 – 1711), дъщеря на граф Георг Вилхелм фон Сайн-Витгенщайн-Берлебург (1636 – 1684)
- Георг Албрехт фон Изенбург-Бюдинген (* 1 май 1664, Бюдинген; † 11 февруари 1724, Меерхолц), граф на Изенбург-Бюдинген в Меерхолц, женен на 11 юни 1691 г. за графиня Амалия Хенриета фон Сайн-Витгенщайн-Берлебург (1664 – 1733), дъщеря на граф Георг Вилхелм фон Сайн-Витгенщайн-Берлебург (1636 – 1684)
- Луиза Албертина (* 25 август 1665, Бюдинген; † 18 януари 1754, Оберхоф, Бюдинген на 88 години)
- Карл Август фон Изенбург-Бюдинген (* 27 януари 1667, Бюдинген; † 16 март 1725, Мариенборн), граф на Изенбург-Бюдинген в Мариенборн (при Майнц), женен в Лаубах на 5 май 1690 г. за графиня Анна Белгика Флорентина фон Золмс-Лаубах (1663 – 1707), дъщеря на Карл Ото фон Золмс-Лаубах